# Saint-Pompain
Saint-Pompain là một xã thuộc tỉnh Deux-Sèvres trong vùng Nouvelle-Aquitaine phía tây nước Pháp. Xã này nằm ở khu vực có độ cao trung bình 65 mét trên mực nước biển.